# 普利茅斯 (犹他州)
普利茅斯（英語：Plymouth），是美国犹他州博克斯埃尔德县下属的一座城市。建市于1869年，面积大约为0.65平方英里（1.7平方公里），海拔约为4,488英尺（1,368米）。根据2010年美国 人口普查，该市有人口414人。